# サン＝デリアン
サン＝デリアン （Saint-Derrien、ブルトン語:Sant-Derc'hen）は、フランス、ブルターニュ地域圏、フィニステール県のコミューン。

## 歴史
伝説によると、聖デリアンは同志ネヴェンテルとともに5世紀から6世紀にかけ、ブルターニュを伝道していた。サン＝デリアンは、プルネヴェンテル教区にある荘厳な礼拝堂であった（プルネヴェンテル教区は、レオン司教区下にあるケメネ＝ティリの助祭管区に属していた）。
現在でも、五旬祭後の日曜日にはパルドン祭りが行われている。

## コミューンと関連する人物
- Saig an avaloù（フランス語ではPetit François les Pommes、リンゴの小さなフランソワ） - 第二次世界大戦中、子どもたちにリンゴを配給したドイツ兵に対して親たちがつけたあだ名[1]。

## 人口統計
| 1962年 | 1968年 | 1975年 | 1982年 | 1990年 | 1999年 | 2006年 | 2010年 |
| ------ | ------ | ------ | ------ | ------ | ------ | ------ | ------ |
| 688    | 634    | 594    | 582    | 531    | 567    | 682    | 770    |

サン＝デリアンの人口増減グラフ

参照元:1999年までEHESS、2000年以降はINSEE